# Остілья
Остілья (італ. Ostiglia) — муніципалітет в Італії, у регіоні Ломбардія, провінція Мантуя.
Остілья розташована на відстані близько 370 км на північ від Рима, 160 км на схід від Мілана, 29 км на південний схід від Мантуї.
Населення — 6892 особи (2014).

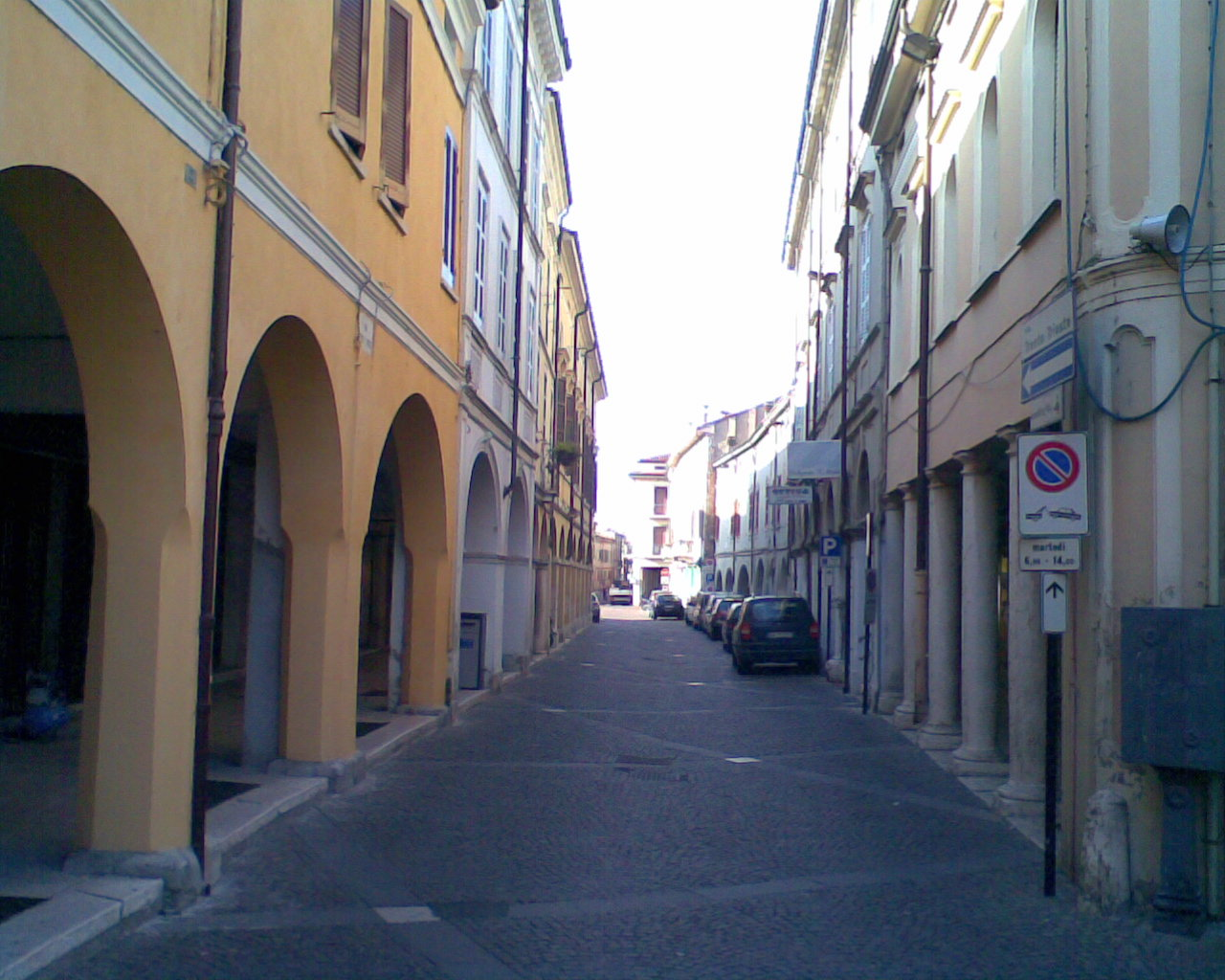

Щорічний фестиваль відбувається 10 серпня; 17 січня. Покровитель — святий мученик Лаврентій.

## Демографія
Населення за роками:

Станом на 1 січня 2023 року в муніципалітеті офіційно проживало 1247 іноземців з 49 країн, серед них 343 громадяни країн Євросоюзу та 33 громадяни України.

## Сусідні муніципалітети
- Боргофранко-суль-По
- Казалеоне
- Череа
- Гаццо-Веронезе
- Мелара
- Ревере
- Серравалле-а-По